# Hans Hofer (Physiker)
Hans Hofer (* 17. Oktober 1934; † 28. September 2014 in Prévessin-Moëns) war ein Schweizer Physiker und Professor an der ETH Zürich.

## Leben
Hans Hofer wurde durch den Bundesrat per 1. Oktober 1973 zum ausserordentlichen Professor für experimentelle Hochenergiephysik der ETH Zürich gewählt. Auf den 1. April 1981 folgte die Beförderung zum ordentlichen Professor für das gleiche Lehrgebiet, auf dem er bis zu seiner Emeritierung im Jahr 2001 tätig blieb. Er stand für mehrere Jahre sowohl dem Departement Physik als auch den damaligen Laboratorien für Hochenergiephysik und Kernphysik vor.

## Forschung
Hofers Hauptinteressen lagen in der Kern- und Teilchenphysik. Seine dynamische und engagierte Persönlichkeit brachte ihm national sowie international einen exzellenten Ruf ein. Mit seiner Gruppe war er am Aufbau eines Detektors des Deutschen Elektron-Synchrotron DESY beteiligt. Am CERN in Genf wurde ein wesentlicher Teil des grossen L3-Detektors unter seiner Leitung erstellt. Es folgte der Aufbau substanzieller Elemente des Alpha-Magnet-Spektrometers (AMS-01) sowie des Nachfolgeprojekts AMS-02, das an der International Space Station (ISS) gestartet wurde.
Hofer hat ausserdem gegen Ende seiner Karriere unschätzbare Beiträge am Elektromagnetischen Kalorimeter des CMS-Experiments am Teilchenbeschleuniger LHC geleistet und war sehr aktiv an der Entwicklung der supraleitenden Magnete von ATLAS- und CMS-Experimenten beteiligt. Sein leidenschaftlicher Einsatz für die Physik findet Niederschlag in der Tatsache, dass sein Name in mehr als 400 Veröffentlichungen erscheint und er durch Ehrentitel und Gastprofessuren ausgezeichnet wurde.

## Ehrungen
- 1997 Visiting Professor des Departments of Physics at Massachusetts Institute of Technology, Cambridge (Massachusetts)
- 1993 Honorary Professor der University of Science and Technology of China, Hefei